# ولادیمیر اوستینوف
ولادیمیر واسیلیویچ اوستینوف (روسی: Владимир Васильевич Устинов ; متولد ۲۵ فوریه ۱۹۵۳) یک وکیل و دولتمرد روسی است. از سال ۲۰۰۸ او نماینده تام‌الاختیار در ناحیه فدرال جنوبی است. او تا سال ۲۰۰۸ وزیر دادگستری روسیه بود.
او دارای رتبه دادستانی مشاور ایالتی فعال جاستیتیا و رتبه خدمات غیرنظامی ایالتی فدرال از درجه ۱ مشاور ایالتی فعال فدراسیون روسیه است.
او با یک زن خانه‌دار به نام نادژدا الکساندرونا اوستینوا (روسی: Надежда Александровна Устинова ازدواج کرده‌است. و آنها یک پسر به نام دیمیتری و یک دختر به نام ایرینا دارند.